# Ultimate

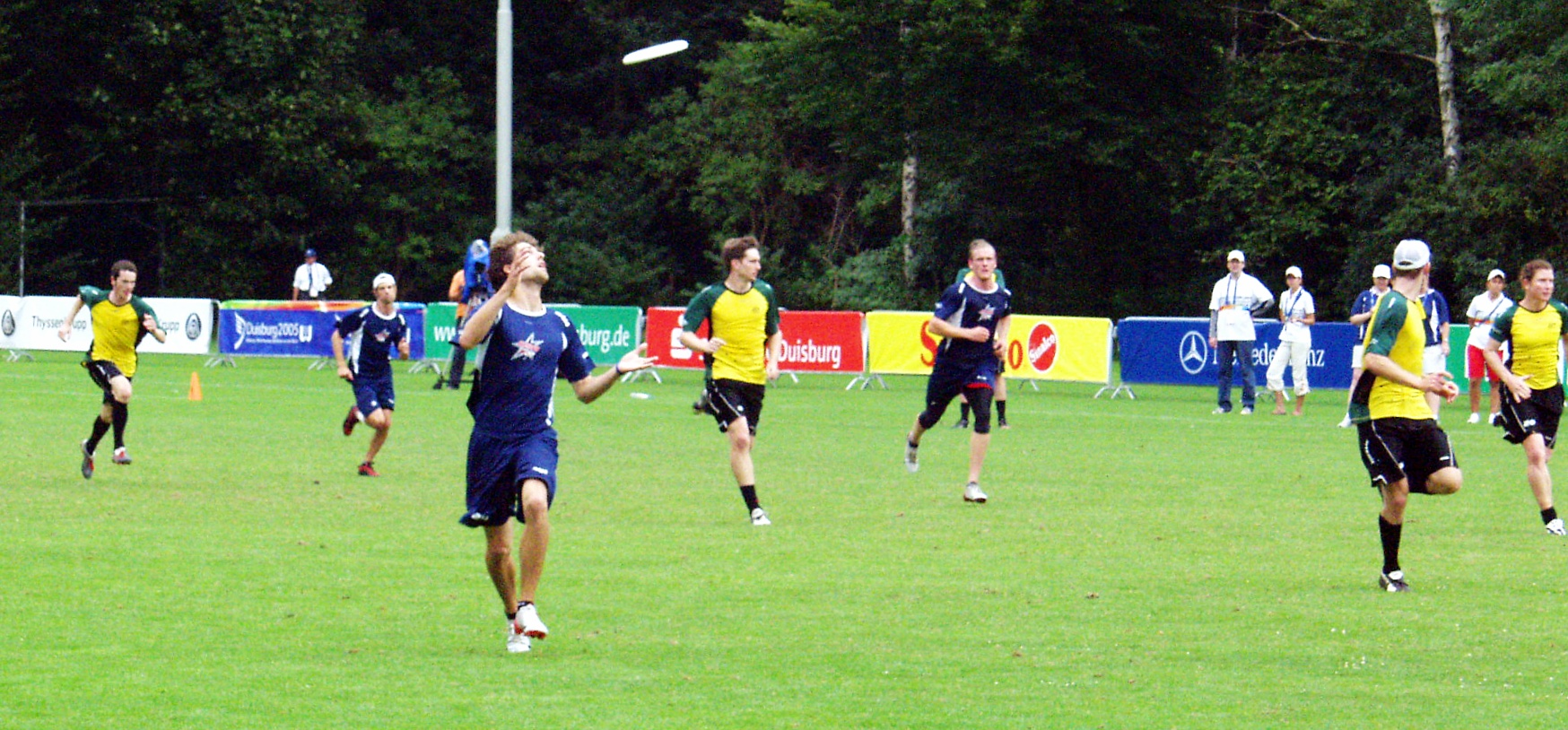
Endspiel Australien – USA, World Games 2005

Ultimate oder Ultimate Frisbee ist ein wettkampforientierter, weitgehend berührungsloser Mannschaftssport, der mit einer 175 g schweren Kunststoffwurfscheibe (Frisbee) gespielt wird. Ursprünglich von amerikanischen Studenten erfunden, erfreut sich Ultimate heute auch international zunehmender Beliebtheit. Es wird in mehr als 40 Ländern gespielt, und weltweit dürfte es mehr als 5 Millionen Spieler geben. Schwerpunkte sind die USA und Kanada mit 4,9 Millionen Spielern.
Ultimate zeichnet sich durch den Spirit of the Game („Geist des Spieles“) aus, der die Prinzipien des Fair Play und den Spaß am Spiel in den Vordergrund stellt, und wird in Deutschland und international bei allen Wettbewerben immer ohne Schiedsrichter gespielt. Ultimate zählt zu den Flying-Disc-Sportarten, zu denen auch Disziplinen wie Discgolf oder Freestyle zählen.

## Spielidee
Ziel des Spiels ist, die von einem Mitspieler geworfene Frisbeescheibe in der gegnerischen Endzone am Ende des Feldes zu fangen, wofür die Mannschaft des Fängers einen Punkt erhält. Verschiedene Spielelemente aus dem Basketball und dem American Football sind beim Ultimate enthalten, jedoch bedeutet jeder Körperkontakt (theoretisch) ein Foul. Die angreifende (in Scheibenbesitz befindliche) Mannschaft versucht, sich Freiräume zu erlaufen; die verteidigende Mannschaft versucht, durch Decken und Blocken in Scheibenbesitz zu gelangen. Das Spiel ist dadurch sehr laufintensiv, allerdings ist dem Spieler mit der Scheibe nach dem Fangen nur ein Sternschritt für den Wurf erlaubt. Der Sport wird ohne Schiedsrichter gespielt, alle Entscheidungen werden von den beteiligten Spielern auf dem Feld getroffen.

## Geschichte
1964 wurde mit der International Frisbee Association (IFA) der erste Verband gegründet, und 1968 stellten Studenten der Columbia High School in New Jersey Ultimate Frisbee als Mannschaftssportart der Öffentlichkeit vor. Sie übernahmen dabei Spielelemente der amerikanischen Volkssportarten Basketball und American Football. 1978 wurden die ersten, auch heute noch allgemeingültigen Regeln aufgestellt. Seit 1983 werden Weltmeisterschaften der Nationalmannschaften, seit 1989 Weltmeisterschaften der Vereinsmannschaften ausgetragen.

## Regeln
Es wird international nach den Regeln des Welt-Frisbeesport-Verbandes WFDF in der aktuellen Version von 2021 gespielt. Eine Ausnahme bildet Nordamerika. Dort gelten die Regeln des US-amerikanischen Ultimate-Verbandes (USA Ultimate). Die beiden Regelwerke unterscheiden sich nur in wenigen Punkten, zum Beispiel sehen die US-Regeln eine größere Endzone und den Einsatz von sogenannten Observern (Beobachtern) vor, die im Zweifelsfall eine Art Schiedsrichterfunktion übernehmen. Die Grundregeln stimmen aber überein.

### Spirit of the Game
Der Spirit of the Game ist die erste und wichtigste Regel von Ultimate. In den WFDF-Regeln steht dazu:

„Ultimate beruht auf dem Spirit of the Game, der die Verantwortung des Fair Plays jedem Spieler als wichtigste Aufgabe überträgt. Es wird darauf vertraut, dass kein Spieler absichtlich die Regeln verletzt. Hoher kämpferischer Einsatz wird zwar gefördert, darf aber niemals auf Kosten gegenseitigen Respekts, des Festhaltens an den vereinbarten Spielregeln oder der Freude am Spiel gehen.“

### Spielfeld

Ultimate-Spielfeld

Das Spielfeld ist ein 100 m (110 Yards) langes und 37 m (40 Yards) breites Rechteck, die Zentralzone ist 64 m (70 Yards) lang, mit einer Endzone an jeder Stirnseite von je 18 m (20 Yards) Länge. Die Grundlinie trennt die Zentralzone von den Endzonen. Es wird typischerweise auf Rasenplätzen gespielt, die Kreidelinien, die das Spielfeld begrenzen, gehören dabei schon mit zum „Aus“. Die Spielfeldgröße darf laut Regelwerk dem verfügbaren Platz oder der Spielerzahl angepasst werden.

### Mannschaften
Es spielen zwei Mannschaften mit je sieben Spielern gegeneinander. Nach jedem Punkt darf eine beliebige Anzahl von Spielern ausgewechselt werden, um dies zu ermöglichen, beträgt die Mannschaftsstärke meistens um die 15 Personen.
Es wird in verschiedenen Divisionen gespielt. Dabei wird einmal nach Geschlechtern in Open, Damen und Mixed und zum anderen nach Alter unterschieden. Als Altersabstufungen gibt es bei WFDF-Turnieren bei den Junioren U17, U20 und U24 und bei den Senioren neben der offenen Hauptklasse die Masters (Frauen ab 30 Jahren, Männer ab 33 Jahren), Grand Masters (Frauen ab 37 Jahren, Männer ab 40 Jahren) und Great-Grand Masters (Frauen ab 45 Jahren, Männer ab 48 Jahren). In den Mixed-Divisionen gilt jeweils die Altersgrenze der Männer auch für die Frauen. Auf nationaler Ebene können weitere Altersklassen dazu kommen. Es gibt keine reinen Herrenmannschaften. Auch in der Open-Division dürfen Frauen mitspielen. Der Unterschied zur Mixed-Division liegt darin, dass in der Mixed-Division jeweils drei oder vier Frauen, beziehungsweise vier oder drei Männer auf dem Spielfeld stehen müssen. Für die Festlegung wird vor dem Spiel ausgelost, welches Team das Verhältnis im ersten Punkt bestimmen darf. Da nach jedem Punkt die anzugreifende Seite für die Teams wechselt, wechselt das Geschlechterverhältnis nach dem ersten und danach jeden zweiten Punkt.

### Spieldauer
Ein offizielles Spiel endet, wenn eine Mannschaft 15 Punkte erreicht hat. Dazu gibt es ein Zeitlimit von 100 Minuten. Bei Spielunterbrechungen wird die Zeit in der Regel nicht gestoppt. Nach Zeitablauf wird der aktuelle Punkt ausgespielt. Hat dann kein Team 15 Punkte, wird zu dem Punktestand des führenden Teams ein Punkt dazu gerechnet. Das Team, welches diesen Punktestand zuerst erreicht, gewinnt das Spiel. Dadurch ist ein  Zeitspiel ausgeschlossen.
Es gibt zwei Spielhälften, die durch 7 Minuten Pause getrennt sind. Die Halbzeit ist erreicht, wenn eine Mannschaft 8 Punkte gewonnen hat. Dazu gibt es ein Zeitlimit von 55 Minuten, nach deren Ablauf analog zum Spielende verfahren wird.
Außerhalb von offiziellen Turnieren können die Regeln zur Spieldauer angepasst werden. So werden zum Beispiel häufig die Spielzeit (oft 30–45 Minuten) oder geringere Punktgrenzen festgelegt, um einen festen Spielplan einhalten zu können.

### Spielverlauf

#### Anwurf
Bei Spielbeginn stehen die Mannschaften einander an den Grundlinien gegenüber. Die verteidigende Mannschaft wirft die Scheibe zur angreifenden Mannschaft, dies ist der Anwurf oder auch „Pull“: Sobald die Scheibe geworfen wurde, dürfen sich die Spieler frei auf dem Spielfeld positionieren. Die angreifende Mannschaft fängt den Anwurf oder nimmt die Scheibe vom Boden auf und beginnt mit dem Spiel.
Jedem Punkt folgt ein Seitenwechsel und ein neuer Anwurf durch die Mannschaft, die den Punkt gewonnen hat.

#### Die Scheibe im Spiel
Die Scheibe darf in beliebiger Richtung jedem Mannschaftsmitglied zugespielt werden. Der Spieler, der die Scheibe gefangen hat, muss schnellstmöglich stehen bleiben und einen Standfuß setzen. Er darf jetzt nur noch einen Sternschritt wie beispielsweise beim Basketball machen. Der Spieler mit der Scheibe (Werfer) hat zehn Sekunden Zeit zu werfen. Der direkte Verteidiger des Werfers (Marker) zählt im Sekundentakt bis 10. Mit diesem Stall Count darf der Marker beginnen, sobald er sich in einem Umkreis von 3 Metern um den Werfer befindet. Wird ein Werfer nicht angezählt, so darf er die Scheibe länger als zehn Sekunden behalten.

#### Wechsel der Spielrichtung
Bei einem Wechsel der Spielrichtung (einem so genannten Turnover) wird die angreifende Mannschaft sofort zur verteidigenden Mannschaft und umgekehrt. Zu einem Turnover kann es aus folgenden Gründen kommen:
- Die Scheibe berührt den Boden, bevor sie von einem Mannschaftsmitglied gefangen wurde. Oder die Scheibe wird, während des Versuchs sie zu fangen, fallen gelassen.
- Ein Pass wird von einem Gegenspieler gefangen.
- Ein Gegenspieler schlägt die fliegende Scheibe zu Boden. In dem Fall wird das Spiel dort fortgesetzt, wo die Scheibe liegt.
- Die Scheibe wird über die Spielfeldbegrenzung geworfen und berührt dort einen Gegenstand oder wird von einem Angreifer, der bereits den Boden außerhalb der Spielfeldbegrenzung berührt hat, gefangen. Solange die Scheibe die Spielfeldbegrenzung nur überflogen hat, befindet sie sich noch nicht im „Aus“. Dadurch wird ein Spielzug möglich, der unter Spielern The Greatest genannt wird: Ein Spieler springt im Feld ab, fängt – ohne den Boden zu berühren – die Scheibe, die sich außerhalb der Spielfeldbegrenzung im Flug befindet, und wirft sie wieder ins Feld zurück, bevor sein Fuß oder ein anderer Körperteil den Boden berührt.
- Der Werfer wird ausgezählt (Stall Out), das heißt, er hat die Scheibe nicht geworfen, bevor der Marker bis 10 gezählt hat.

#### Fouls und andere Regelverletzungen
Jede Körperberührung wird als Foul gewertet, solange sie nicht beiläufig geschieht. Beiläufig heißt, dass sie das Spielgeschehen nicht beeinflussen darf. Wenn beispielsweise zwei Spieler zu einer Scheibe springen, darf es zu einer beiläufigen Berührung kommen. Dies sollte aber vermieden werden.
Der gefoulte Spieler zeigt das Foul selber an. Ist der Spieler, der das Foul ausgeführt hat, einverstanden, so erhält der gefoulte Spieler die Scheibe und das Spiel wird an der Stelle, an der das Foul stattfand, fortgesetzt. Ist der foulende Spieler nicht einverstanden (ein so genannter Contest), so wird der letzte Pass wiederholt. Verliert die angreifende Mannschaft die Scheibe durch ein Foul der verteidigenden Mannschaft, so bleibt sie weiterhin in Scheibenbesitz.
Andere Regelverletzungen, wie zum Beispiel Pick (Behinderung der Verteidigung durch einen anderen Spieler), Sichtbehinderung, Strip (aus-der-Hand-schlagen der noch nicht geworfenen oder bereits gefangenen Scheibe), Fast Count (Der verteidigende Spieler zählt den Werfer zu schnell aus), oder das Fangen einer Scheibe im „Aus“ werden ebenfalls von den beteiligten Spielern angezeigt.

#### Punktgewinn
Ein Punkt wird gewonnen, wenn eine Scheibe nach einem Pass innerhalb der angegriffenen Endzone gefangen wird. Nach den neuesten WFDF-Regeln ist auch ein sogenannter Callahan-Punkt erlaubt, also wenn die verteidigende Mannschaft die Scheibe innerhalb der von ihr angegriffenen Endzone abfängt. Diese Art zu punkten ist nach dem amerikanischen Ultimate-Spieler Henry Callahan benannt.

### Indoor
In Europa wird in der Wintersaison sehr häufig in der Halle auf Handball- oder Basketballfeldern gespielt. Dadurch sind einige Regeländerungen erforderlich: So wird unter anderem die Spielfeldgröße entsprechend angepasst, die Spielerzahl auf 5 gegen 5 reduziert, der Stall Count auf 8 herunter gesetzt und die Anwurfregeln modifiziert.
Durch die kleineren Feldabmessungen und die fehlenden Witterungseinflüsse (kein Wind oder Regen) ist Indoor Ultimate im Allgemeinen schneller als Outdoor Ultimate und es ergeben sich andere taktische Möglichkeiten.
Wegen begrenzter Hallenzeiten und des intensiveren Spiels wird außerhalb von offiziellen Turnieren auch im sogenannten Continuous-Modus gespielt: Hierbei wird nach einem erzielten Punkt die Scheibe an der Stelle des Punktgewinns abgelegt. Die andere Mannschaft spielt dann ohne Unterbrechung von der Mitte der vorderen Endzonenbegrenzung weiter. Es erfolgt also während des ganzen Spiels kein Seitenwechsel, was in der Halle aber normalerweise keine Rolle spielt. Spielerwechsel sind jederzeit per Handschlag in einem definierten Auswechselbereich möglich. Im Continuous-Modus wird somit keine Zeit durch Aufstellen, Anwurf oder Scheibe ins Spiel bringen verloren.
In Deutschland werden getrennt voneinander Outdoor- und Indoormeister ermittelt.

### Beach Ultimate
Seit 2001 gibt es die Beach Ultimate Lovers Association (BULA), die sich um die Belange des Beach Ultimate kümmert. Die meisten Beach-Ultimate-Turniere werden seitdem nach den BULA-Regeln ausgeführt, die Elemente der WFDF- und USA-Ultimate-Regeln enthalten.
Auf Sand wird 5 gegen 5 gespielt und die Spiele finden auf einem kleineren Feld statt. Das Spielfeld ist 75 m lang und 25 m breit, mit zwei Endzonen von jeweils 15 m Länge an den beiden Stirnseiten der Zentralzone. Die Spielfeldbegrenzungen werden durch gut sichtbare Abspannbänder gekennzeichnet.
Seit 2004 (Portugal) werden eigene Beach-Ultimate-Weltmeisterschaften ausgetragen. Deutschland konnte 2004 und 2015 in der Mixed-Kategorie den Weltmeistertitel erringen und wurde in derselben Kategorie bei den Weltmeisterschaften in Brasilien im Dezember 2007 hinter den USA Zweiter, ebenso in Italien im August 2011.
Österreich konnte 2004 in der Masters-Kategorie den Weltmeistertitel erringen und wurde in der Mixed-Kategorie 2004 und 2007 Dritter.
Bei den erstmals ausgetragenen Beach-Europameisterschaften 2008 in Le Pouliguen (Frankreich) konnte Österreich mit dem Open-Nationalteam den 6. Platz erreichen. Deutschland sicherte sich die Europameistertitel in den Divisionen Mixed und Master. In der Open-Kategorie wurde die Schweiz erster Europameister. 2019 wurde Deutschland erneut Europameister in der Mixed Masters Division und Zweiter bei Mixed.
Die Weltmeisterschaften sowie die Europameisterschaften finden im Vier-Jahres-Turnus statt, der 2017 angepasst wurde. Es fand zum Angleichen den Turnus der Gras-Wettbewerbe erneut eine WM (zuvor 2015 in Dubai) anstelle einer EM (zuvor 2013) statt.

## Taktik

### Angriff
Es gibt viele verschiedene Angriffstaktiken, die je nach Team und Spielsituation variieren. Gemeinsam haben die meisten Taktiken, dass unter den Angriffsspielern unterschieden wird zwischen Receivern („Empfängern“ auch Cutter genannt) und Handlern („Aufbauspielern“). Die Handler sind die Spieler mit der Scheibe oder in relativer Scheibennähe. Ihre Aufgabe ist es die Scheibe zu verteilen und durch Pässe vorwärts zu bewegen. Die Aufgabe der Receiver wiederum ist es sich ohne Scheibe freizulaufen um anspielbar für einen Pass eines Handlers zu sein. Unterschiede zwischen den Taktiken ergeben sich aus der Anzahl an Spielern, die die Handler- bzw. Receiverrolle einnehmen, und ihrer Positionierung zueinander auf dem Feld.

#### Vertical Stack
Der Vertical Stack ist eine der meistgenutzten Angriffstaktiken. Er besteht aus meist zwei oder drei Handlern, die sich horizontal zur Grundlinie positionieren während sich die restlichen Receiver vertikal dazu in Richtung der anzugreifenden Endzone in der Mitte des Spielfelds aufstellen. Von oben betrachtet sieht das aus wie ein „T“, weshalb er auch T-Stack genannt wird. Die Receiver nutzen die so freigehaltenen Räume links und rechts des Stacks um sich freizulaufen und sich für einen Pass von den Handlern anzubieten. Gelingt dies nicht, kehrt der Receiver in den Stack zurück um den Raum freizumachen für andere Receiver. Je nach taktischer Absprache im Team können mehrere Receiver gleichzeitig außerhalb des Stacks in Bewegung sein um alternative oder aufeinander folgende Angebote zu ermöglichen. Anstatt in der Feldmitte kann der Stack auch an einer der Seitenlinie aufgestellt werden. In diesem Fall spricht man von einem Side Stack oder Shifted Stack. Dieser eröffnet den Receivern nur einen aber dafür breiteren freien Raum für ihre Angebote.

#### Horizontal Stack
Beim Horizontal Stack stellen sich sowohl die Handler als auch die Receiver horizontal zur Grundlinie auf. Dadurch nutzen die Spieler die gesamte Breite des Spielfelds aus. Die Räume für die Angebote der Receiver befinden sich nun vor und hinter dem Stack.

#### Hexagon
Hexagon ist eine neuere Taktik, deren Entwicklung Felix Shardlow zugeschrieben wird. Die Spieler verteilen sich auf dem Spielfeld in Form eines regelmäßigen Sechsecks mit dem siebten Spieler im Mittelpunkt. Dadurch ergeben sich verschiedenste Lauf- und Passwege. Ziel des scheibenführenden Spielers ist es, die Scheibe in Bewegung zu halten, indem der erste freie Pass in beliebiger Richtung gespielt wird. So soll der Spielfluss hochgehalten werden und Lücken in der Verteidigung erzeugt und ausgenutzt werden.

### Verteidigung

#### Pull
Der Pull startet jeden Punkt des Spiels und ist die erste Möglichkeit für die Verteidigung sich einen Vorteil zu erarbeiten. Ein guter Pull hat zwei Eigenschaften. Erstens sorgt ein weiter Pull dafür, dass die angreifende Mannschaft eine größere Entfernung zum Punktgewinn zurücklegen muss. Zweitens sorgt eine lange Flugzeit des Pulls dafür, dass die verteidigende Mannschaft mehr Zeit hat sich aufzustellen und schon die ersten Pässe zu verteidigen.

#### Force
Ein grundlegendes Konzept in allen Verteidigungen ist die Force. Der „Marker“, der Verteidiger des scheibenführenden Spielers, positioniert sich so, dass es dem Werfer erschwert wird auf eine Seite des Spielfelds zu werfen. Diese nennt man die geschlossene Seite. Entsprechend wird die andere Seite, zu der der Wurf hin forciert werden soll, offene Seite genannt. Die Verteidiger im Feld können je nach Verteidigungs-Taktik darauf reagieren und positionieren sich auf der offenen Seite, um die Würfe, die durch die Force vermehrt auf diese Seite kommen, abzufangen.
Die Force kann vor Beginn des Punktes im Team abgesprochen werden oder sich während des Spiels ändern. Am häufigsten wird eine feste Force zu einer der beiden Seitenlinien angewendet. Varianten sind eine Force nach außen, also immer zur nächsten Seitenlinie, eine Force nach innen zur Spielfeldmitte oder ein frontaler Mark, der in Spielrichtung direkt vor dem Werfer steht.

#### Manndeckung
Die einfachste Verteidigung beim Ultimate Frisbee ist die Mann-Verteidigung (auch Personen-Verteidigung, Eins-zu-Eins-Verteidigung oder Match-Verteidigung). Dabei sucht sich jeder Spieler der verteidigenden Mannschaft vor dem Anwurf einen Gegenspieler der angreifenden Mannschaft aus, den er dann im Spiel verteidigt. Dabei versucht der Verteidiger meistens zwischen der Scheibe und dem Angreifer zu bleiben, um diese im Falle eines Passes abwehren zu können. Die Manndeckung ist für beide Mannschaften sehr laufintensiv, da die Eins-zu-Eins-Duelle meist nur über Schnelligkeit oder geschickte Cuts (Richtungsänderungen während des Sprints) gewonnen werden können.

#### Zonen-Verteidigung
Die Zonen-Verteidigung, oft auch nur Zone genannt, ist eine Raumdeckung, die es in zahlreichen Varianten gibt. Das Grundkonzept ist immer dasselbe. Die Verteidigung deckt dabei ihnen zugewiesene Zonen ab und ist nicht mehr einem festen Gegenspieler zugeordnet.
Typische Positionen in einer Zone sind der Cup, die Wings und die Deeps. Der Cup (engl. Tasse) besteht aus zwei oder drei Spielern, die sich halbkreisförmig um den scheibenführenden Spieler positionieren und so die Passmöglichkeiten weitestgehend einschränken. Dabei ist darauf zu achten, dass nur ein Spieler des Cups sich im Umkreis von drei Metern vom scheibenführenden Spieler befinden darf. Die Wings sind zwei oder drei Spieler, die den Raum hinter dem Cup und an den Seitenlinien bewachen um kurze Pässe, die am Cup vorbei gelangen zu verhindern. Je nach Menge von Spielern in den Cup- und Wing-Rollen wird die Zone vervollständigt durch einen oder zwei Deeps, die am weitesten entfernt von der Scheibe positioniert sind und die langen Pässe in Richtung der Endzone bedrohen. Bei zwei Deeps wird unterschieden zwischen dem short-deep, der näher an der Scheibe steht und dem deep-deep, der näher an der zu verteidigenden Endzone steht.

## Ultimate in Deutschland

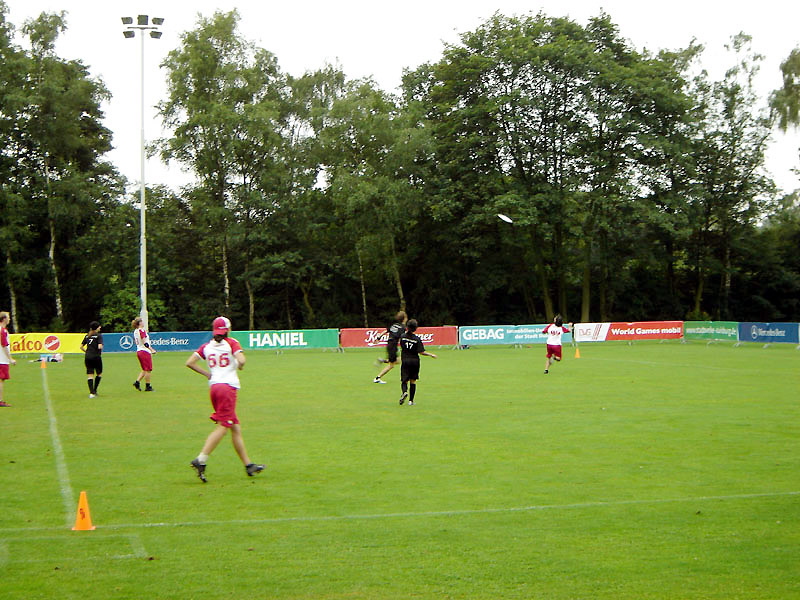
Fang in der Endzone (World Games 2005, Vorrundenspiel Deutschland – Kanada)

In Deutschland gibt es Stand 2025 mindestens 5.500 in Vereinen organisierte aktive Spielende in mehr als 210 eingetragenen Vereinen und zusätzlich unzähligen Gruppen (häufig im Rahmen des Hochschulsports), die sich über ganz Deutschland verteilen. Lokale Schwerpunkte sind die Metropolen Berlin, München und Hamburg, aber auch der Raum Stuttgart/Heilbronn sowie das erweiterte Rhein-Main-Gebiet.
Den organisierten Sport leitet der Deutsche Frisbeesport-Verband (DFV) mit Sitz in Köln als gemeinsamer Fachverband für alle Frisbeesportarten in Deutschland. Dieser ist seit 2024 vom Deutschen Olympischen Sportbund (DOSB) als nationaler Fachverband anerkannt. Dazu kommen seit einigen Jahren auf Bundeslandebene die jeweiligen Landesverbände. Bis auf wenige Ausnahmen (Schleswig-Holstein, Sachsen-Anhalt und Thüringen) sind diese flächendeckend gegründet und mal mehr mal weniger aktiv. Der Bundesleistungsstützpunkt befindet sich in Darmstadt.

### Deutsche Meister Outdoor
Die deutsche Meisterschaft der Erwachsenen in der Open-Division wird in der Saison 2025 in drei Ligen ausgespielt. In der Vergangenheit wurden diese häufig gemeinsam am selben Ort und am selben Wochenende (Freitag bis Sonntag mit 6–7 Spielen je Mannschaft) ausgetragen. Aufgrund der steigenden Teamanzahlen wurde die DM aber auf zwei Wochenenden und verschiedene Orte aufgeteilt. Die erste Liga umfasst 16 Teams aus ganz Deutschland. Ab der zweiten Liga abwärts beinhalten diese maximal 8 Teams und sind in Nord- und Südliga, ab der dritten Liga in vier Regionen (Nordost, Nordwest, Südost und Südwest) geteilt.
Die Damen-Division wird analog zu der Open-Division ausgespielt, mit dem Unterschied, dass ab der zweiten Liga 5 gegen 5 (statt sonst üblich 7 gegen 7) auf kleineren Feldern gespielt wird und aktuell keine dritte Liga besteht.
Im Mixed gibt es 2025 bis zu vier Ligen. Auch hier beinhaltet die erste Liga 16 Teams und alle weiteren maximal 8.
Während die beiden Spielwochenenden der Damen- und Open-Division parallel stattfinden, sind die beiden Wochenenden der Deutschen Meisterschaft im Mixed Ultimate zeitlich verschoben dazu.
In der Spielzeit 2024 kämpften 144 Teams in den Ligen um die Titel (53 Open-, 30 Damen- und 61 Mixed-Teams).
Neben den offenen Altersklassen werden bei ausreichend interessierten Teams auch die Meister in den höheren Altersklassen jährlich ausgetragen. Spielberechtigt sind in der sogenannten Masters-Division Frauen ab dem Jahr, in dem sie 30 werden, und Herren ab dem Jahr, in dem sie 33 Jahre erreichen. Auch wenn bisher noch keine Frauen-Masters Division zustande gekommen ist, so wird zumindest Open seit 2010 und Mixed seit 2018 regelmäßig ausgetragen. Separate Meisterschaften in den höheren Altersklassen (Grandmasters, Great Grandmasters, Legends) kamen seit 2011 mit Ausnahme von 2018 (Open Grandmasters gewannen Wolpertinger GM, München; Open Great Grandmasters ging an Wall City GGM, Berlin) nicht zustande.
Dazu veranstaltet jährlich der Allgemeine Deutsche Hochschulverband (ADH) eine Hochschulmeisterschaft. Hierbei ist nicht die Vereinszugehörigkeit, sondern das Studium bzw. die Anstellung an einer Universität oder Hochschule ausschlaggebend.
| Jahr | Open Division                 | Damen                             | Mixed                          | Open Masters                    | Mixed Masters              | Deutsche Hochschulmeisterschaft |
| ---- | ----------------------------- | --------------------------------- | ------------------------------ | ------------------------------- | -------------------------- | ------------------------------- |
| 1981 | Kangaroos, Essen              |                                   |                                |                                 |                            |                                 |
| 1982 | Skywalkers, Rotenburg (Wümme) |                                   |                                |                                 |                            |                                 |
| 1983 | Skywalkers, Rotenburg (Wümme) |                                   |                                |                                 |                            |                                 |
| 1984 | Team 42, Dreieich             |                                   |                                |                                 |                            |                                 |
| 1985 | Gummibärchen, Karlsruhe       |                                   |                                |                                 |                            |                                 |
| 1986 | Skywalkers, Rotenburg (Wümme) | Stockstadt                        |                                |                                 |                            |                                 |
| 1987 | Kangaroos, Essen              | Ratschkattln, München             |                                |                                 |                            |                                 |
| 1988 | Kangaroos, Essen              | Ratschkattln, München             |                                |                                 |                            |                                 |
| 1989 | Team 42, Dreieich             | Hamburg                           |                                |                                 |                            |                                 |
| 1990 | Kangaroos, Essen              | Stuttgart/Heidelberg              |                                |                                 |                            |                                 |
| 1991 | Team 42, Dreieich             | Ratschkattln, München             |                                |                                 |                            |                                 |
| 1992 | Gummibärchen, Karlsruhe       | Ratschkattln, München             |                                |                                 |                            |                                 |
| 1993 | Team 42, Dreieich             | Ratschkattln, München             |                                |                                 |                            |                                 |
| 1994 | Mir san Mir, München          | Ratschkattln, München             |                                |                                 |                            |                                 |
| 1995 | Mir san Mir, München          | Milder Norden, Berlin/Hamburg     |                                |                                 |                            |                                 |
| 1996 | Team 42, Dreieich             | Milder Norden, Berlin/Hamburg     |                                |                                 |                            |                                 |
| 1997 | Zamperl, Unterföhring         | Milder Norden, Berlin/Hamburg     |                                |                                 |                            |                                 |
| 1998 | Feldrenner, Mainz             | Milder Norden, Berlin/Hamburg     |                                |                                 |                            |                                 |
| 1999 | Feldrenner, Mainz             | Ratschkattln, München             |                                |                                 |                            |                                 |
| 2000 | Feldrenner, Mainz             | Milder Norden, Berlin/Hamburg     |                                |                                 |                            |                                 |
| 2001 | Feldrenner, Mainz             | Mainzelmädchen, Mainz             |                                |                                 |                            |                                 |
| 2002 | Feldrenner, Mainz             | Milder Norden, Berlin/Hamburg     |                                |                                 |                            |                                 |
| 2003 | Feldrenner, Mainz             | Mainzelmädchen, Mainz             | Mir san Ratschkattln, München  |                                 |                            |                                 |
| 2004 | Frühsport 0,2, Köln           | JinX, Berlin                      | Zamperl, Unterföhring          |                                 |                            |                                 |
| 2005 | Mir san Mir, München          | Woodchicas, Sauerlach             | Woodie-Chicas, Sauerlach       |                                 |                            |                                 |
| 2006 | Feldrenner, Mainz             | Woodchicas, Sauerlach             | Woodies, Sauerlach             |                                 |                            |                                 |
| 2007 | Zamperl, Unterföhring         | Woodchicas, Sauerlach             | Zamperl, Unterföhring          |                                 |                            |                                 |
| 2008 | Feldrenner, Mainz             | Woodchicas, Sauerlach             | Sugar Mix, Stuttgart           |                                 |                            | Halle                           |
| 2009 | Feldrenner, Mainz             | Woodchicas, Sauerlach             | Sugar Mix, Stuttgart           |                                 |                            | WG Göttingen                    |
| 2010 | Frizzly Bears, Aachen         | Woodchicas, Sauerlach             | Woodiechicas, Sauerlach        | Quattro Stazioni, Marburg       |                            | WG Würzburg                     |
| 2011 | Bad Skid, Heilbronn           | Woodchicas, Sauerlach             | Heidees, Heidelberg            | Wolpertinger, München           |                            | WG München                      |
| 2012 | Bad Skid, Heilbronn           | DOMinas, Köln                     | Heidees, Heidelberg            |                                 |                            | WG Göttingen                    |
| 2013 | Bad Skid, Heilbronn           | U de Cologne, Köln                | Zamperl, Unterföhring          | Wolpertinger, München           |                            | WG Karlsruhe                    |
| 2014 | Bad Skid, Heilbronn           | U de Cologne, Köln                | Zamperl, Unterföhring          | DOM, Spielgemeinschaft          |                            | WG Karlsruhe                    |
| 2015 | Bad Skid, Heilbronn           | Woodchicas, München               | Zamperl, Unterföhring          | DOM, Spielgemeinschaft          |                            | WG Würzburg                     |
| 2016 | Bad Skid, Heilbronn           | Woodchicas, München               | Mainzelrenner, Mainz           | DOM, Spielgemeinschaft          |                            | WG Würzburg                     |
| 2017 | Bad Skid, Heilbronn           | Mainzelmädchen, Mainz/Darmstadt   | Hässliche Erdferkel, Marburg   | Wolpertinger, München           |                            | WG München                      |
| 2018 | Bad Skid, Heilbronn           | Mainzelmädchen, Mainz/Darmstadt   | Colorado, Karlsruhe            | Heidees Plus, Heidelberg/Aachen | Woodies, Sauerlach         | WG München                      |
| 2019 | Bad Skid, Heilbronn           | Mainzelmädchen, Mainz/Darmstadt   | Colorado, Karlsruhe            | Goldfingers, Potsdam            | Goldfingers, Potsdam       | Uni Marburg                     |
| 2020 | nicht ausgetragen             | nicht ausgetragen                 | nicht ausgetragen              | nicht ausgetragen               | nicht ausgetragen          | nicht ausgetragen               |
| 2021 | Bad Skid, Heilbronn *         | Mainzelmädchen, Mainz/Darmstadt * | Hässliche Erdferkel, Marburg * | nicht ausgetragen               | nicht ausgetragen          | nicht ausgetragen               |
| 2022 | Wall City, Berlin             | JinX, Berlin                      | Disconnection, Freiburg        | nicht ausgetragen               | SugarMix, Stuttgart        | WG München                      |
| 2023 | Wall City, Berlin             | Woodchicas, München               | Tiefseetaucher, München        | nicht ausgetragen               | Hucks Ultimate Club Berlin | WG Würzburg                     |
| 2024 | Wall City, Berlin             | JinX (Midnight), Berlin           | Colorado, Karlsruhe            | Hucks Ultimate Club Berlin      | Disconnection, Freiburg    | Uni Tübingen                    |
| 2025 | (Finale am 27.07.25)          | (Finale am 27.07.25)              | (Finale am 14.09.25)           | Bad Skid, Heilbronn             | Mainzelrentner, Mainz      | WG München                      |

### Pokal
Seit 2019 wird als zusätzlicher Wettkampf im Jahr der DFV-Pokal ausgetragen. Er gibt auch Teams aus den unteren Ligen die Möglichkeit sich auf höchstem Niveau zu messen und Erfahrungen gegen die Top-Teams im Land zu sammeln. Der Pokal wird an einem Turnierwochenende unter bis zu 16 Teams ausgespielt. Ausschlaggebend für die Spielberechtigung sind die Ergebnisse der vorjährigen deutschen Meisterschaft. Aus diesem Wettbewerb qualifizieren sich folgende Teams für den Pokal:
- aus der 1. Liga: Plätze 1 bis 7 und 9
- aus den zwei 2. Ligen: die Plätze 1 und 2
- aus den vier 3. Ligen: Platz 1

Sollten Teams nicht teilnehmen können, rücken die bis dahin nicht berücksichtigten Mannschaften aus der 1. Liga entsprechend ihrer Platzierung nach. 
| Jahr | Open Division       | Damen                 | Mixed                   |
| ---- | ------------------- | --------------------- | ----------------------- |
| 2019 | Bad Skid, Heilbronn | Mainzelmädchen, Mainz |                         |
| 2020 |                     |                       |                         |
| 2021 |                     |                       |                         |
| 2022 | Wall City, Berlin   |                       |                         |
| 2023 | Bad Skid, Heilbronn |                       | Zamperl, Unterföhring   |
| 2024 | Bad Skid, Heilbronn |                       | Tiefseetaucher, München |
| 2025 |                     |                       | Tiefseetaucher, München |

### Deutsche Meister Indoor
Die Indoor-Meisterschaft der Erwachsenen wird an einem Turnierwochenende am Anfang des Jahres ausgetragen. Im Mixed gab es 2025 bis zu fünf Ligen, bei den Frauen drei und im Open Bereich teilweise sechs, sodass insgesamt 241 Teams angetreten sind (teilweise mehrere pro Verein). Alle Ligen haben eine Zielgröße von 8 Teams, wobei diese aber vor allem bei den unteren Spielklassen nicht immer erreicht wird.
Ab den zweiten Ligen findet, wie auch beim Outdoor Ultimate, eine Regionalisierung in Nord und Süd und ab der dritten Liga in bis zu vier Regionen (Nordost, Nordwest, Südost und Südwest) statt. Die Ligenzuordnung eines Teams ist von der Outdoorsaison unabhängig.
| Jahr | Open Division                 | Damen                              | Mixed                          |
| ---- | ----------------------------- | ---------------------------------- | ------------------------------ |
| 1987 | Kangaroos, Essen              |                                    |                                |
| 1988 | Kangaroos, Essen              |                                    |                                |
| 1989 | Kangaroos, Essen              |                                    |                                |
| 1990 | Frizzly Bears, Aachen         |                                    |                                |
| 1991 | Kangaroos, Essen              |                                    |                                |
| 1992 | Skywalkers, Rotenburg (Wümme) | Mir san Mir, München               |                                |
| 1993 | Mir san Mir, München          | Wilder Süden, Freiburg im Breisgau |                                |
| 1994 | Mir san Mir, München          |                                    |                                |
| 1995 | Zamperl, Unterföhring         |                                    |                                |
| 1996 | Frizzly Bears, Aachen         | Milder Norden, Berlin/Hamburg      |                                |
| 1997 | Zamperl, Unterföhring         | Mir san Mir, München               |                                |
| 1998 | Feldrenner, Mainz             | Milder Norden, Berlin/Hamburg      |                                |
| 1999 | Zamperl, Unterföhring         | Milder Norden, Berlin/Hamburg      |                                |
| 2000 | Gummibärchen, Karlsruhe       | Milder Norden, Berlin/Hamburg      |                                |
| 2001 | Feldrenner, Mainz             | Milder Norden, Berlin/Hamburg      |                                |
| 2002 | Zamperl, Unterföhring         | Milder Norden, Berlin/Hamburg      |                                |
| 2003 | Zamperl, Unterföhring         | Mainzelmädchen, Mainz              |                                |
| 2004 | Feldrenner, Mainz             | Woodchicas, Sauerlach              |                                |
| 2005 | Zamperl, Unterföhring         | Woodchicas, Sauerlach              |                                |
| 2006 | Zamperl, Unterföhring         | Jinx, Berlin                       | TiB, Berlin                    |
| 2007 | Zamperl, Unterföhring         | Zamperl, Unterföhring              | Woodie-Chicas, Sauerlach       |
| 2008 | Frühsport02, Köln             | Woodchicas, Sauerlach              | Endzonis, Rostock              |
| 2009 | Zamperl, Unterföhring         | Woodchicas, Sauerlach              | nicht ausgetragen              |
| 2010 | Woodies, Sauerlach            | Woodchicas, Sauerlach              | nicht ausgetragen              |
| 2011 | Zamperl, Unterföhring         | Frizzly Bears, Aachen              | nicht ausgetragen              |
| 2012 | Heidees, Heidelberg           | Jinx, Berlin                       | nicht ausgetragen              |
| 2013 | Heidees, Heidelberg           | U de Cologne, Köln                 | nicht ausgetragen              |
| 2014 | Heidees, Heidelberg           | U de Cologne, Köln                 | Wurfkultur, Bamberg            |
| 2015 | Disc-o-Fever, Würzburg        | Woodchicas, München                | Mainzelrenner, Mainz           |
| 2016 | Heidees, Heidelberg           | Mainzelmädchen, Mainz              | Hässliche Erdferkel, Marburg   |
| 2017 | Zamperl, Unterföhring         | Mainzelmädchen, Mainz              | Mainzelrenner, Mainz           |
| 2018 | Hässliche Erdferkel, Marburg  | Margie, Marburg/Gießen             | Hässliche Erdferkel, Marburg   |
| 2019 | Hässliche Erdferkel, Marburg  | Heidees, Heidelberg                | Mainzelrenner, Mainz           |
| 2020 | ToGetHer, Gemmrigheim         | Candy, Karlsruhe                   | Mainzelrenner, Mainz           |
| 2021 | nicht ausgetragen             | nicht ausgetragen                  | nicht ausgetragen              |
| 2022 | nicht ausgetragen             | nicht ausgetragen                  | Hässliche Erdferkel, Marburg * |
| 2023 | ToGetHer, Gemmrigheim         | Heidees, Heidelberg                | Hucks Ultimate Club Berlin     |
| 2024 | VfL Gemmrigheim               | Hucks Ultimate Club Berlin         | Friss-die-Frisbee Geretsried   |
| 2025 | VfL Gemmrigheim               | Zamperl, Unterföhring              | Friss-die-Frisbee Geretsried   |

### Deutsche Meister Beach
Im Oktober 2017 wurde zum ersten Mal eine Beach DM ausgetragen. Die in Greifswald ausgetragene Meisterschaft diente neben der Ermittlung der Deutschen Meister in den Divisionen Open, Damen und Mixed als Qualifikation für die europäischen Clubmeisterschaften.
Im Jahr 2025 gab es bereits drei Mixed-Ligen (mit jeweils 8 Teams) sowie eine Damen- (4 Teams) und eine Open-Liga (7 Teams).
| Jahr | Open Division                 | Damen               | Mixed                  |
| ---- | ----------------------------- | ------------------- | ---------------------- |
| 2017 | Hässlichen Erdferkel, Marburg | Seagulls, Hamburg   | Mainzelrenner, Mainz   |
| 2018 | Disckick, Berlin              | nicht ausgetragen   | Mainzelrenner, Mainz   |
| 2019 | Disckick, Berlin              | JinX, Berlin        | DARKROOM, Berlin       |
| 2020 | nicht ausgetragen             | nicht ausgetragen   | nicht ausgetragen      |
| 2021 | nicht ausgetragen             | nicht ausgetragen   | nicht ausgetragen      |
| 2022 | Hardfisch, Hamburg            | nicht ausgetragen   | Jogo Bonito, Berlin    |
| 2023 | nicht ausgetragen             | nicht ausgetragen   | Zamperl, München       |
| 2024 | FT, Würzburg                  | Seagulls, Hamburg   | Zamperl, München       |
| 2025 | FT, Würzburg                  | Undercover, Dresden | Göttinger 7, Göttingen |

### Deutsche Junioren-Meister
Es werden jährlich zwei Deutsche Junior-Meisterschaften ausgetragen. Eine findet Indoor statt, eine Outdoor. Die Junior-DMs werden seit 2010 in den Divisionen U14, U17 und U20 ausgetragen. Davor existierten die Divisionen U20 und U15.
Dazu fand einige wenige Male eine Schulmeisterschaft statt.
| Jahr | U14                         | U17 *bis 2009 U15           | U20                     | Schulmeisterschaft |
| ---- | --------------------------- | --------------------------- | ----------------------- | ------------------ |
| 2004 |                             |                             |                         | Ohlbees, Hamburg   |
| 2005 |                             |                             |                         | Ohlbees, Hamburg   |
| 2006 |                             |                             |                         | Bats, Osnabrück    |
| 2007 |                             | To-Get-Her, Gemmrigheim     | Bad Raps, Bad Rappenau  |                    |
| 2008 |                             | Cultimaters, Bönnigheim     | Muggeseggele, Heilbronn |                    |
| 2009 |                             | To-Get-Her, Gemmrigheim     | To-Get-Her, Gemmrigheim |                    |
| 2010 | Bad Raps, Bad Rappenau      | Bad Raps, Bad Rappenau      | Bad Raps, Bad Rappenau  |                    |
| 2011 | Bad Raps, Bad Rappenau      | Bad Raps, Bad Rappenau      | Bad Raps, Bad Rappenau  |                    |
| 2012 | Sean's Sheep, Beckum        | Bad Raps, Bad Rappenau      | Bad Raps, Bad Rappenau  | Ohlbees, Hamburg   |
| 2013 | UFO, Osnabrück              | Bad Raps, Bad Rappenau      | Bad Raps, Bad Rappenau  |                    |
| 2014 | nicht ausgetragen           | nicht ausgetragen           | nicht ausgetragen       |                    |
| 2015 | Heppie Frisbeez, Heppenheim | UFO, Osnabrück              | Bad Raps, Bad Rappenau  |                    |
| 2016 | Heppie Frisbeez, Heppenheim | Lions, Heidelberg           | Sean's Sheep, Beckum    |                    |
| 2017 | Pizza Volante, Leipzig      | Disckick, Berlin            | Bad Raps, Bad Rappenau  |                    |
| 2018 | Heppie Frisbeez, Heppenheim | Heppie Frisbeez, Heppenheim | Bad Raps, Bad Rappenau  |                    |
| 2019 | Äitschbees, Hermannsburg    | UFO, Osnabrück              | Disckick, Berlin        |                    |
| 2020 | nicht ausgetragen           | nicht ausgetragen           | nicht ausgetragen       |                    |
| 2021 | nicht ausgetragen           | nicht ausgetragen           | nicht ausgetragen       |                    |
| 2022 | Bad Raps, Bad Rappenau      | JuniorWolves, Augsburg      | Pizza Volante, Leipzig  |                    |
| 2023 | Moskitos, München           | Pizza Volante, Leipzig      | Pizza Volante, Leipzig  |                    |
| 2024 | Lions, Heidelberg           | Bad Raps, Bad Rappenau      | JuniorWolves, Augsburg  |                    |

| Jahr | U14                         | U17                         | U20                     | Schulmeisterschaft   |
| 2005 |                             |                             |                         | Ohlbees, Hamburg     |
| 2010 | Bad Raps, Bad Rappenau      | Bad Raps, Bad Rappenau      | Bad Raps, Bad Rappenau  | Sean's Sheep, Beckum |
| 2011 | Bad Raps, Bad Rappenau      | Bad Raps, Bad Rappenau      | Bad Raps, Bad Rappenau  |                      |
| 2012 | Bad Raps, Bad Rappenau      | Bad Raps, Bad Rappenau      | To-Get-Her, Gemmrigheim |                      |
| 2013 | Bad Raps, Bad Rappenau      | Bad Raps, Bad Rappenau      | Bad Raps, Bad Rappenau  |                      |
| 2014 | Bad Raps, Bad Rappenau      | Bad Raps, Bad Rappenau      | Cultimaters, Bönnigheim |                      |
| 2015 | Heppie Frisbeez, Heppenheim | UFO, Osnabrück              | Bad Raps, Bad Rappenau  |                      |
| 2016 | Heppie Frisbeez, Heppenheim | Doom, Köln                  | UFO, Osnabrück          |                      |
| 2017 | Äitschbees, Hermannsburg    | Disckick, Berlin            | Bad Raps, Bad Rappenau  |                      |
| 2018 | Heppie Frisbeez, Heppenheim | Heppie Frisbeez, Heppenheim | Sean's Sheep, Beckum    |                      |
| 2019 | Äitschbees, Hermannsburg    | Heppie Frisbeez, Heppenheim | Lions, Heidelberg       |                      |
| 2020 | nicht ausgetragen           | nicht ausgetragen           | nicht ausgetragen       |                      |
| 2021 | nicht ausgetragen           | nicht ausgetragen           | nicht ausgetragen       |                      |
| 2022 | nicht ausgetragen           | nicht ausgetragen           | nicht ausgetragen       |                      |
| 2023 | Tekielas, Kiel              | JuniorWolves, Augsburg      | Pizza Volante, Leipzig  |                      |
| 2024 | Tekielas, Kiel              | Disckick, Berlin            | JuniorWolves, Augsburg  |                      |

## Ultimate in Österreich und der Schweiz
In Österreich ist Ultimate über den Österreichischen Frisbee-Sport Verband (ÖFSV) und dessen Untergliederung dem Österreichischen Ultimate Verband (ÖUV) organisiert. Es sind rund 1.650 Spielende beim europäischen Verband gemeldet. Die Bundesländer haben wiederum ihre eigenen Frisbee-Sport Verbände über die 25 Ultimate Vereine gemeldet sind. Die Staatsmeisterschaften werden jährlich, teilweise mit Qualifikationsturnieren ausgetragen.
Der Schweizer Ultimate Verband heißt Swiss Ultimate. Für 2024 waren gut 1.200 Spielende registriert. Diese verteilen sich auf 20 Vereine.